# Bennwil
Bennwil est une commune suisse du canton de Bâle-Campagne, située dans le district de Waldenburg.

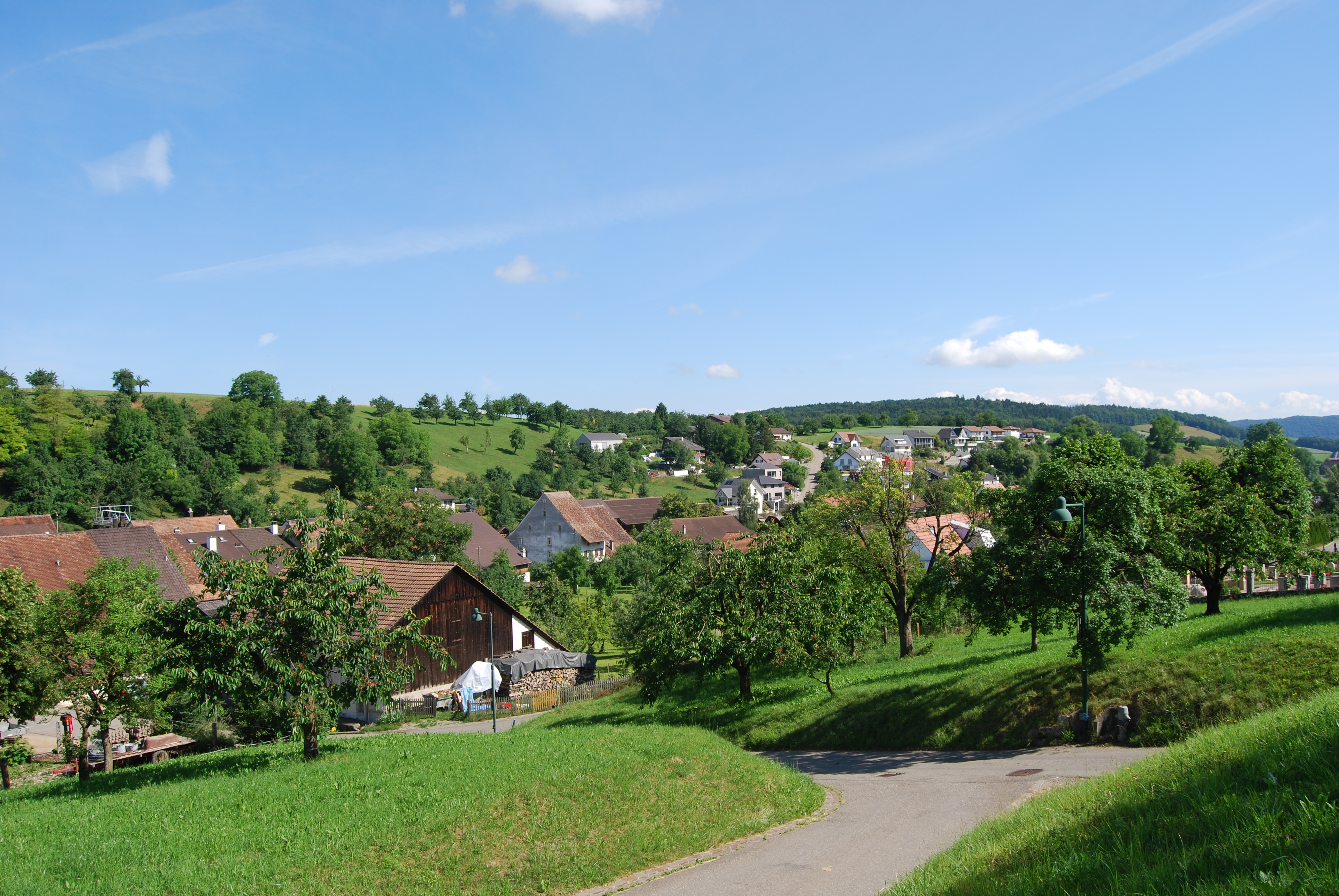
Bennwil.

Vue aérienne (1953)